# Despec Nordic Holding
Despec Nordic Holding A/S er en dansk koncern med afdelinger i hele Norden, der engrosforhandler af tilbehør til computere og printere.
Koncernen beskæftiger 122 ansatte, servicerer over 4.000 forhandlere og omsætter for mere end 1 mia. DKK (2011).

## Historie
De nordiske afdelinger var oprindeligt ejet af hollandske Van Dorp Despec Groep N.V, der havde afdelinger over hele verden. Men i 2007 købte adm. direktør Michael Voll, økonomichef Torkil N. Jensen og daværende direktør for den svenske afdeling, Christer Unnermark, Despec fri af det hollandske moderselskab. De tre går sammen med investeringsselskabet Industri Udvikling og stifter Despec Nordic Holding.